# One Dance
"One Dance" là một bài hát của rapper người Canada Drake hợp tác với nghệ sĩ thu âm người Nigeria Wizkid và nghệ sĩ thu âm người Anh quốc Kyla nằm trong album phòng thu thứ tư của anh, Views (2016). Nó được phát hành vào ngày 5 tháng 4 năm 2016 như là đĩa đơn thứ hai trích từ album bởi Young Money Entertainment, Cash Money Records và Republic Records, cùng thời điểm với một đĩa đơn khác từ album "Pop Style". Bài hát được đồng viết lời bởi Drake, Errol Reid, Luke Reid với những nhà sản xuất nó Wizkid, Nineteen85 và Noah "40" Shebib, bên cạnh sự tham gia đồng sản xuất từ DJ Maphorisa, trong đó sử dụng đoạn nhạc mẫu từ bài hát năm 2008 của Kyla "Do You Mind", được sáng tác bởi nữ ca sĩ và Corey Johnson. Được nhìn nhận bởi Drake như là một sự thay đổi đáng kể trong phong cách âm nhạc so với những tác phẩm trước của nam rapper, "One Dance" là một bản dancehall kết hợp với những yếu tố từ afrobeat, pop và UK funky mang nội dung đề cập đến việc một người đàn ông muốn níu giữ một người phụ nữ mà anh gặp trên sàn nhảy để có thêm một điệu nhảy trước khi anh phải rời khỏi câu lạc bộ.
Sau khi phát hành, "One Dance" nhận được những phản ứng tích cực từ các nhà phê bình âm nhạc, trong đó họ đánh giá cao giai điệu hấp dẫn, sự chuyển hướng của Deake đối với những giai điệu dancehall cũng như quá trình sản xuất nó. Ngoài ra, bài hát còn gặt hái nhiều giải thưởng và đề cử tại những lễ trao giải lớn, bao gồm chiến thắng tại giải thưởng âm nhạc Billboard năm 2017 cho Top Bài hát R&B và những đề cử tại giải thưởng âm nhạc iHeartRadio năm 2017 và giải Juno năm 2017 cho Bài hát của năm. "One Dance" cũng tiếp nhận những thành công vượt trội về mặt thương mại, đứng đầu các bảng xếp hạng ở Úc, Canada, Pháp, Đức, Ireland, Hà Lan, New Zealand, Na Uy, Thụy Điển, Thụy Sĩ và Vương quốc Anh, đồng thời lọt vào top 10 ở hầu hết những quốc gia nó xuất hiện, bao gồm vươn đến top 5 ở nhiều thị trường lớn như Áo, Bỉ, Đan Mạch, Phần Lan và Tây Ban Nha. Tại Hoa Kỳ, nó đạt vị trí số một trên bảng xếp hạng Billboard Hot 100 trong mười tuần không liên tiếp, trở thành đĩa đơn quán quân thứ ba của Drake (đầu tiên dưới cương vị hát chính) và đầu tiên của Wizkid lẫn Kyla tại đây.
Không có video ca nhạc chính thức nào được thực hiện cho "One Dance", mặc dù nó đã xuất hiện trong bộ phim ngắn năm 2016 của Drake Please Forgive Me được đạo diễn bởi Anthony Mandler. Để quảng bá bài hát, nam rapper đã trình diễn "One Dance" trên nhiều chương trình truyền hình và lễ trao giải lớn, bao gồm Saturday Night Live và chuyến lưu diễn Anti World Tour của Rihanna mà anh xuất hiện dưới tư cách khách mời, cũng như trong nhiều chuyến lưu diễn của anh. Kể từ khi phát hành, nó đã được hát lại và sử dụng làm nhạc mẫu bởi nhiều nghệ sĩ, như Ed Sheeran, JoJo, Jon Bellion, Shawn Mendes, Dua Lipa, Conor Maynard, Billie Eilish, Broods, Gorgon City, William Singe và Tyler Ward. Tính đến nay, "One Dance" đã bán được hơn 16 triệu bản trên toàn cầu, trở thành đĩa đơn bán chạy nhất năm 2016 và là một trong những đĩa đơn bán chạy nhất mọi thời đại. Một bản phối lại của bài hát với sự tham gia góp giọng của Justin Bieber, đã được ra mắt trên chương trình phát thanh OVO Sound của Drake trên Beats 1, nhưng không được phát hành rộng rãi trên những dịch vụ nghe nhạc trực tuyến hoặc tải kĩ thuật số.

## Danh sách bài hát
- Tải kĩ thuật số[1]

1. "One Dance" – 2:53

## Xếp hạng
| Bảng xếp hạng (2016-17)                   | Vị trí cao nhất |
| ----------------------------------------- | --------------- |
| Argentina (Monitor Latino)                | 4               |
| Úc (ARIA)                                 | 1               |
| Áo (Ö3 Austria Top 40)                    | 3               |
| Bỉ (Ultratop 50 Flanders)                 | 1               |
| Bỉ (Ultratop 50 Wallonia)                 | 2               |
| Brazil (Billboard Hot 100)                | 1               |
| Canada (Canadian Hot 100)                 | 1               |
| Cộng hòa Séc (Singles Digitál Top 100)    | 3               |
| Đan Mạch (Tracklisten)                    | 2               |
| Phần Lan (Suomen virallinen lista)        | 2               |
| Pháp (SNEP)                               | 1               |
| Đức (Official German Charts)              | 1               |
| Hungary (Rádiós Top 40)                   | 12              |
| Hungary (Single Top 40)                   | 18              |
| Ireland (IRMA)                            | 1               |
| Israel (Media Forest)                     | 2               |
| Ý (FIMI)                                  | 6               |
| Mexico (Monitor Latino)                   | 8               |
| Hà Lan (Dutch Top 40)                     | 1               |
| Hà Lan (Single Top 100)                   | 1               |
| New Zealand (Recorded Music NZ)           | 1               |
| Na Uy (VG-lista)                          | 1               |
| Paraguay (Monitor Latino)                 | 12              |
| Bồ Đào Nha (AFP)                          | 1               |
| Scotland (OCC)                            | 2               |
| Slovakia (Singles Digitál Top 100)        | 29              |
| Nam Phi (EMA)                             | 2               |
| Tây Ban Nha (PROMUSICAE)                  | 2               |
| Thụy Điển (Sverigetopplistan)             | 1               |
| Thụy Sĩ (Schweizer Hitparade)             | 1               |
| Anh Quốc (OCC)                            | 1               |
| Hoa Kỳ Billboard Hot 100                  | 1               |
| Hoa Kỳ Adult Pop Airplay (Billboard)      | 20              |
| Hoa Kỳ Dance/Mix Show Airplay (Billboard) | 3               |
| Hoa Kỳ Hot R&B/Hip-Hop Songs (Billboard)  | 1               |
| Hoa Kỳ Pop Airplay (Billboard)            | 1               |
| Hoa Kỳ Rhythmic (Billboard)               | 1               |

| Bảng xếp hạng (2016)                  | Vị trí |
| ------------------------------------- | ------ |
| Argentina (Monitor Latino)            | 13     |
| Australia (ARIA)                      | 2      |
| Austria (Ö3 Austria Top 40)           | 10     |
| Belgium (Ultratop 50 Flanders)        | 2      |
| Belgium (Ultratop 50 Wallonia)        | 4      |
| Brazil (Billboard Brasil Hot 100)     | 21     |
| Canada (Canadian Hot 100)             | 4      |
| Denmark (Tracklisten)                 | 3      |
| France (SNEP)                         | 2      |
| Germany (Official German Charts)      | 5      |
| Hungary (Single Top 40)               | 52     |
| Hungary (Stream Top 10)               | 7      |
| Israel (Media Forest)                 | 11     |
| Italy (FIMI)                          | 8      |
| Netherlands (Dutch Top 40)            | 3      |
| Netherlands (Single Top 100)          | 1      |
| New Zealand (Recorded Music NZ)       | 1      |
| Spain (PROMUSICAE)                    | 7      |
| Sweden (Sverigetopplistan)            | 3      |
| Switzerland (Schweizer Hitparade)     | 3      |
| UK Singles (Official Charts Company)  | 1      |
| US Billboard Hot 100                  | 3      |
| US Dance/Mix Show Airplay (Billboard) | 10     |
| US Hot R&B/Hip-Hop Songs (Billboard)  | 1      |
| US Pop Songs (Billboard)              | 7      |
| US Rhythmic (Billboard)               | 1      |
| Worldwide (IFPI)                      | 1      |
| Bảng xếp hạng (2017)                  | Vị trí |
| France (SNEP)                         | 76     |
| Paraguay (Monitor Latino)             | 57     |
| UK Singles (Official Charts Company)  | 80     |

| Bảng xếp hạng                        | Vị trí |
| ------------------------------------ | ------ |
| UK Singles (Official Charts Company) | 8      |
| US Billboard Hot 100                 | 141    |
| US Hot R&B/Hip-Hop Songs (Billboard) | 23     |

## Chứng nhận
| Quốc gia | Chứng nhận  | Số đơn vị/doanh số chứng nhận |
| --- | ----------- | ----------------------------- |
| Úc (ARIA) | 6× Bạch kim | 420.000‡                      |
| Bỉ (BEA) | 3× Bạch kim | 0‡                            |
| Canada (Music Canada) | Kim cương   | 0‡                            |
| Đan Mạch (IFPI Đan Mạch) | 3× Bạch kim | 180.000‡                      |
| Pháp (SNEP) | Kim cương   | 233.333‡                      |
| Đức (BVMI) | 2× Bạch kim | 600.000‡                      |
| Ý (FIMI) | 6× Bạch kim | 300.000‡                      |
| México (AMPROFON) |             | 270.000‡                      |
| New Zealand (RMNZ) | 2× Bạch kim | 30.000*                       |
| Tây Ban Nha (PROMUSICAE) | 4× Bạch kim | 160.000‡                      |
| Thụy Điển (GLF) | 7× Bạch kim | 140.000‡                      |
| Anh Quốc (BPI) | 4× Bạch kim | 2.400.000‡                    |
| Hoa Kỳ (RIAA) | 7× Bạch kim | 7.000.000‡                    |
| * Chứng nhận dựa theo doanh số tiêu thụ. ^ Chứng nhận dựa theo doanh số nhập hàng. ‡ Chứng nhận dựa theo doanh số tiêu thụ và phát trực tuyến. |             |                               |

## Lịch sử phát hành
| Quốc gia | Ngày                | Định dạng              | Hãng đĩa                        | Nguồn  |
| -------- | ------------------- | ---------------------- | ------------------------------- | ------ |
| Nhiều    | 5 tháng 4 năm 2016  | Tải kĩ thuật số        | Young Money Cash Money Republic | [ 1 ]  |
| Hoa Kỳ   | 16 tháng 4 năm 2016 | Contemporary hit radio | Young Money Cash Money Republic | [ 85 ] |